# Cryptoblepharus ochrus
Espèce
Cryptoblepharus ochrus est une espèce de sauriens de la famille des Scincidae.

## Répartition
Cette espèce est endémique d'Australie-Méridionale en Australie.

## Étymologie
Le nom spécifique ochrus vient du grec ochrus, pâle, en référence à la faible coloration de ce saurien.

## Publication originale
- Horner, 2007 : Systematics of the snake-eyed skinks, Cryptoblepharus Wiegmann (Reptilia: Squamata: Scincidae) - an Australian based review. The Beagle Supplement, vol. 3, p. 21-198.